# Jugador del año de la UEFA 2022
El Premio UEFA al Mejor Jugador en Europa 2022 es un galardón que se otorgó por la Unión de Asociaciones de Fútbol Europea (UEFA) al mejor futbolista de la temporada 2021-22. La distinción le fue entregada al ganador, Karim Benzema, en la ciudad de Estambul, Turquía, el 25 de agosto de 2022.

## Palmarés
Entre los diez seleccionados al premio, los clubes finalistas de la Liga de Campeones, el Real Madrid C. F. y el Liverpool F. C., fueron quienes contaron con más jugadores nominados.

### Finalistas
| Posición | Futbolista       | Club                  | Votos |
| -------- | ---------------- | --------------------- | ----- |
| 1.ª      | Karim Benzema    | Real Madrid C. F.     | 523   |
| 2.ª      | Kevin De Bruyne  | Manchester City F. C. | 122   |
| 3.ª      | Thibaut Courtois | Real Madrid C. F.     | 118   |

### Preseleccionados
Los tres finalistas salieron de un total de diez jugadores que finalizaron clasificados según los puntos obtenidos en las votaciones.
| Posición | Futbolista         | Club                      | Puntos |
| -------- | ------------------ | ------------------------- | ------ |
| 4.ª      | Robert Lewandowski | F. C. Bayern              | 54     |
| 5.ª      | Luka Modrić        | Real Madrid C. F.         | 52     |
| 6.ª      | Sadio Mané         | Liverpool F. C.           | 51     |
| 7.ª      | Mohamed Salah      | Liverpool F. C.           | 46     |
| 8.ª      | Kylian Mbappé      | Paris Saint-Germain F. C. | 25     |
| 9.ª      | Vinícius Júnior    | Real Madrid C. F.         | 21     |
| 10.ª     | Virgil van Dijk    | Liverpool F. C.           | 19     |